# Yoshiki Nakamura
仲村 佳樹
Œuvres principales
- Tokyo Crazy Paradise (1996-2002)
- Skip Beat! (2002-)

Yoshiki Nakamura (仲村佳樹, Nakamura Yoshiki) est une mangaka japonaise née un 17 juin dans la Préfecture de Tokushima.

## Biographie
Yoshiki Nakamura aime dessiner depuis qu'elle est enfant. Depuis la primaire, elle souhaite devenir mangaka. Au collège, elle fait partie d'un club de basket, puis au lycée, elle fait partie d'un club d'art. Après être sortie diplômé, elle devient une employée de bureau. Mais ne voulant pas finir comme ses collègues plus âgées, elle décide de devenir mangaka.
En 1992, elle remporte le prix "New Face" du 17e Hakusensha Athena Rookie of the Year avec Ryōte ni Tsuki.
À la fin de l'année 1992, Love is all, un chapitre oneshot avec lequel elle a gagné la "Mention Honorable" lors du 199e Prix Hana to Yume Mangaka Course, est prépublié dans le magazine japonais Hana to Yume Planet Zōkan, un hors-série du magazine Hana to yume de l'éditeur Hakusensha.
En 1993, elle débute dans le Bessatsu Hana to Yume avec la prépublication de Ryōte ni Tsuki, puis en septembre 1993 dans le Hana to Yume avec Yume de Auyori Suteki.
L'auteure enchaîne ensuite les oneshots.
En 1996, elle commence Tokyo Crazy Paradise (en), son premier grand succès. La série se termine en avril 2002 avec la publication du 19e et dernier tome.
Le 7 février 2002, elle commence Skip Beat! dans le Hana to Yume. La série a du succès, elle est adaptée en anime entre 2008 et 2009 par Hal Film Maker en 25 épisodes, et en 2011 en drama taïwanais de 15 épisodes connu aussi sous le nom d'Extravagant Challenge,. En 2008, avec 18 tomes la série se vend à plus de 6 millions d'exemplaires. Les différents tomes se retrouvent dans les classements des meilleures ventes. Par exemple, lors de sa sortie en 2008, le tome 18 se classe en 2e place des ventes, ou en 2015 lors de la deuxième semaine de sortie du tome 36, les ventes du tome dépassent les 210 000 copies vendues,. En janvier 2021, le tirage cumulé de la série est de 14 millions d'exemplaires.
En 2012, elle fait partie du jury pour le prix Hakusensha Athena Rookie of the Year.
En 2013, Yoshiki Nakamura fête ses 20 ans de carrière, et le 200e chapitre de Skip Beat! est prépublié, avec des auteures qui lui ont rendu hommage comme Mai Nishikata, Modomu Akagawara (ja), Mitsubachi Miyuki, Honomi Honda, Rocks Ji (ja), Haruka Yusa, Nasato Ekuni, Iro Yugi, Pochi Takahashi.
En France, elle s'est fait connaître en juillet 2008 chez Casterman avec Skip Beat!.
Yoshiki Nakamura fait peu d'apparitions publiques. En février 2001, elle est allée à Taïwan pour une séance de dédicaces, et juste après celle-ci, l'auteure a sorti un chapitre spécial intitulé Oishī zo Taiwan résumant son voyage. En août 2007, elle est revenue à Taïwan pour une convention et a donné une interview. Puis en 2015, l'auteure a donné une brève interview pour Shojo Beat de Viz Media, l'éditeur nord-américain de Skip Beat!.
Concernant son âge, selon l'éditeur français, l'auteure "a décidé de tenter sa chance en tant que mangaka à l'âge de 20 ans", son année de naissance serait 1972. Cependant, lorsque Oishī zo Taiwan a été prépublié, dans une des colonnes du magazine The Hana to Yume de mai 2001, soit avant son anniversaire, il était écrit "29 ans", donc son année de naissance serait 1971.
Selon l'éditeur taïwanais, Tong Li Publishing, l'auteure a grandi dans une famille monoparentale. Elle avait un chien au début des années 2000. Concernant ses goûts musicaux, en 2002, elle écoutait Ken Hirai.
Elle ne possède ni blog ni réseaux sociaux.

## Œuvres
Les œuvres réalisées par Yoshiki Nakamura,,:

### Pré-début professionnel
- 1992 : Ryōte ni Tsuki (両手にツキ?), chapitre oneshot
- 1992 : Love is all, chapitre oneshot, Hana to Yume Planet Zōkan, publié dans MVP wa Yuzurenai! tome 1, Hakusensha

### Mangas
- 1993 : Ryōte ni Tsuki (両手にツキ?), débuts, chapitre oneshot, Bessatsu Hana to Yume, publié dans MVP wa Yuzurenai! tome 1, Hakusensha
- 1993 : Yume de Auyori Suteki (夢で会うより素敵, litt. « C'est encore plus beau que de se rencontrer en rêve »?), one shot, Hana to yume, Hakusensha
- 1993 : Ai dake ga Energy (愛だけがエネルギー?), chapitre oneshot, Hana to Yume Planet Zoukan, publié dans Yume de Auyori Suteki, Hakusensha
- 1993 : Gokai Datteba!! (誤解だってば!!?), chapitre oneshot, Hana to Yume, publié dans Yume de Auyori Suteki, Hakusensha
- 1993 : TO GIRLS (Soshite Ippo Zutsu et Sunao ni Nareyo) (TO GIRLS (そして一歩ずつ / 素直になれよ)?), deux chapitres, Hana to Yume, publiés dans Yume de Auyori Suteki, Hakusensha
- 1993 : Kushi Bino Tobira (くしびの扉?), chapitre oneshot, Hana to Yume Planet Zoukan, publié dans Seiren, Hakusensha
- 1993 : Subete Kiminotameni (すべて君のために?), chapitre oneshot, Hana to Yume, publié dans Yume de Auyori Suteki, Hakusensha
- 1994 : Ichi-byō no Romance (一秒のロマンス?), chapitre oneshot, Hana to Yume, publié dans Seiren, Hakusensha
- 1994 : Seiren (聖恋?), suite de Yume de Auyori Suteki, oneshot, Hana to Yume, Hakusensha
- 1994-1996 : MVP wa Yuzurenai (MVPは譲れない!?), suite de Seiren, série, 7 tomes, Hana to yume, Hakusensha
- 1995 : Seishun Shōjo to Sport (青春少女とスポーツタオル?), chapitre oneshot, Hana to Yume, publié dans MVP wa Yuzurenai! tome 5, Hakusensha
- 1996-2001 : Tokyo Crazy Paradise (東京クレイジーパラダイス?), série, 19 tomes, Hana to Yume, Hakusensha
- 1997–2000 : Blue Wars (纯情猛男?), série, 2 tomes, The Hana to yume et Hana to Yume Step Extra Zoukan, Hakusensha
- 2002 : Dramatic Love Album (禁断の林檎 ～赤い名前～, Kindan no Ringo : Akai Namae?), oneshot, Bessatsu Hana to Yume, puis Hana to Yume Stars en 2008, non publié Hakusensha
- 2002-en cours : Skip beat! (スキップ・ビート!?), série, Hana to Yume, Hakusensha

### Light Novel
- 2016 : Shousetsu Skip Beat!: Kyouko no Zenryoku Full Course! (小説 スキップ・ビート! キョーコの全力フルコース!?) - en tant que dessinatrice et Ayuna Fujisaki au scénario[22]

### Fanbook, artbooks
- 2009 : Skip Beat! Fanbook ~Love Me!~ (スキップ・ビート!ファンブック~LOVE ME!~?)
- 2019 : Skip Beat! Memorial Works
- 2021 : Skip Beat! Memorial Works vol.2
- 2022 : Skip Beat! livre d'illustrations avec le tome 48

### Autres
- 1999 : Yo-chan no Natsuyasumi no Shukudai de Kita ? (ヨっちゃんの夏休みの宿題できた？?), chapitre spécial, The Hana to Yume, non publié, Hakusensha[23]
- 2001 : Oishī zo Taiwan (おいしいぞ台湾?), chapitre spécial, The Hana to Yume, non publié, Hakusensha[24]
- 2003, 2004, 2005, 2006, 2007, 2008, 2010, 2011, 2012, 2013, 2014, 2015, 2016, 2017, 2018, 2019, 2020, 2021, 2022 : illustrations de Skip Beat! pour des calendriers
- 2010 : Meisaku 4-koma Hakurankai (名作4コマ博覧会?), pour célébrer le 900e numéro du Hana to Yume, 4 cases avec des personnages de Tokyo Crazy Paradise, Hakusensha

## Adaptations

### Anime
- 2008-2009 : Skip Beat! (Hal Film Maker)

### CD-Drama
- 1998 : Tokyo Crazy Paradise - Tsukasa to Ryuji no Radio Night (東京クレイジーパラダイス 司と竜二のラジオナイト?)[25]
- 2002 : Skip Beat![26]
- 2004 : Skip Beat! Special (Hana to Yume 30th anniversary) (ドラマCD 2004年 花とゆめ4号付録?)
- 2012 : Skip Beat! BLACK (スキップ・ビート! BLACK?)[26]
- 2013 : Skip Beat! KISSxKISS Drama CD Valentine Weapon (KISS×KISSドラマCD～バレンタイン兵器（ウェポン）～?)[27]
- 2017 : Skip Beat! Kuro no Ibuki (スキップ・ビート! BLACK?)[28]
- 2019 : Skip Beat! Genshoku no Rakuen (原色の楽園?)[29]
- 2021 : Skip Beat! Noah no Hakobune Suberikon Dara (スキップビート「ノアの方舟滑り込んだら」?)[30]

### Drama
- 2011 : Skip Beat! (version taïwanaise)

### Jeu Vidéo
- 2009 : Skip Beat! - Kake agare star e no step (スキップ・ビート! ～駆け上がれスターへのステップ～?), jeu PS2[31]

## Récompenses
- 1992 : Lauréate du 199e Prix HMC (Hana to Yume Mangaka Course), Mention Honorable (4e) pour Love is All
- 1992 : Lauréate du 17e Prix Hakusensha Athena Rookie of the Year, New Face pour Ryōte ni Tsuki
- 2014, 2017, 2018, 2019, 2020, 2021 : Prix Hakusensha Best e-books (dans le top 10 des meilleures ventes e-books), Excellence Award, pour Skip Beat![32],[33],[34],[35],[36],[37]